# Oceania Club Championship 1987
L'Oceania Club Championship 1987 fu la prima edizione del campionato di calcio oceaniano per club e si tenne nel marzo 1987 a Adelaide in Australia.

## Partecipanti
| - Adelaide City (Australia) - Rangers Honiara (Isole Salomone) - Guria FC (Papua Nuova Guinea) - CA Saint-Louis (Nuova Caledonia) - Jeunes Tahitiens (Tahiti) |  | - Tafea FC (Vanuatu) - Van Koror (Palau) - Ba FSC (Figi) - Mount Wellington (Nuova Zelanda) |

## Qualificazioni

### Primo turno
| 6 marzo | Rangers (Honiara) - Guria FC | 2 - 0 | Adelaide, Australia |

| 6 marzo | CA Saint-Louis - Jeunes Tahitiens | 4 - 3 dts | Adelaide, Australia |

| 7 marzo | Tafea FC - Van Koror | 6 - 2 | Adelaide, Australia |

Ba FSC ammessa direttamente alle semifinali

### Semifinali
| 8 marzo | Rangers (Honiara) - CA Saint-Louis | 2 - 2 | Adelaide, Australia |

 Rangers vinse 4-2 ai rigori.
| 8 marzo | Ba FSC - Tafea FC | 3 - 2 | Adelaide, Australia |

### Finale 3º - 4º posto
| 10 marzo | CA Saint-Louis - Tafea FC | 4 - 2 | Adelaide, Australia |

### Finale
| 10 marzo | Ba FSC - Rangers (Honiara) | 3 - 0 | Adelaide, Australia |

Ba FSC qualificato alla fase finale.

## Fase finale

### Semifinale
| 12 marzo | Mount Wellington - Ba FSC | 6 - 1 | Adelaide, Australia |

Adelaide City ammessa direttamente alla finale

### Finale
| 15 marzo | Adelaide City - Mount Wellington | 1 - 1 | Adelaide, Australia |

 Adelaide City vinse 4-1 ai rigori.